# Hallo aus Berlin
Hallo aus Berlin ist eine von der BBC und dem Goethe-Institut co-produzierte britische Kurzserie, die dem Genre des Bildungsfernsehens zuzuordnen ist. Sie wird im Deutschunterricht im Vereinigten Königreich, in den Vereinigten Staaten, Schweden, Ungarn, Polen, den Niederlanden, Saudi-Arabien und Australien vorgeführt. Die zehn Episoden der Serie wurden vom 19. September 1996 bis zum 27. März 1997 auf dem Sender BBC Schools TV gesendet. Die Serie entspricht dem Stil eines Magazins und enthält typischerweise Berichte, Interviews, belebende Musik und animierte Sequenzen, mit dem Ziel, junge, Deutsch lernende Schüler im Alter zwischen 11 und 14 Jahren zu erreichen.
Die Hauptcharaktere sind die Jugendlichen Marko, Jessica, Daniel, Esther, Thomas und Miriam, die den Zuschauern das alltägliche Leben in Berlin nahe bringen. Typisch für jede Episode ist ein kurzes, animiertes Musikvideo, das die ebenfalls animierten Moderatoren der Serie, Rolli und Rita, beinhaltet.
Die Episoden sind noch auf YouTube oder der Internetseite der BBC verfügbar.

## Episoden

### Episode 1 – „Wir“
Die Charaktere der Serie werden vorgestellt. Ihr Aussehen, ihre Größe und ihr Alter werden beschrieben, anschließend werden dem Zuschauer Rolli und Rita vorgestellt. In dem Kurzvideo von Rolli und Rita erkunden die beiden ein Spiegellabyrinth auf einem Jahrmarkt und beschreiben Farben und Gesichtszüge auf Deutsch. Daniel zeigt den Zuschauern seine Cartoon-Sammlung, und Jessica geht einkaufen. Marko beschreibt seine Meerschweinchen und Miriam beschreibt ihr Haustier, einen Hund. Esther treibt Sport und beschreibt was sie tut. Rolli und Rita singen das Lied „Hallo aus Berlin“.

### Episode 2 – „Familie“
Daniel besucht mit seiner Familie seine Großeltern. Die anderen Charaktere stellen ihre Geschwister und ihre Haustiere vor. Sie führen Interviews mit Einwohnern von Berlin. Thomas besucht den Berliner Zoo und stellt dem Zuschauer die dort anzutreffenden Tiere vor. Das Kurzvideo mit Rolli und Rita handelt von einer von Rita in das Haus gebrachte Schlange, die mathematische Berechnungen ausführen kann; Als sie mit einer Frage von Rolli überfordert ist, zerstört sie die Einrichtungsgegenstände im Raum. Rolli und Rita versuchen anschließend, ein zerstörtes Familienfoto zusammenzusetzen. Nada, ein 17-Jähriger, der in einer Wohngemeinschaft mit anderen jungen Leuten lebt, wird vorgestellt und beschreibt die Aufgaben, die er im Haushalt übernimmt. Rolli und Rita singen das Lied „Das ist meine Familie“.

### Episode 3 – „Zu Hause“
Marko beschreibt sein Zuhause. Miriam frühstückt mit ihrer Familie und beschreibt für das Frühstück typische Objekte. Nach einem Interview mit den Einwohnern von Berlin beschreibt Rolli seinen morgendlichen Ablauf und vergisst, seinen Aufgaben im Haushalt zu erledigen, bevor seine Mutter nach Hause kommt. Marko beschreibt seinen Kleiderschrank und seine Kleidung und geht zur Schule. Die verschiedenen Häusertypen von Berlin werden beschrieben und Jessica und Daniel nennen ihre Adressen. Einigen Obdachlosen Menschen wird Essen in einer Kantine in Berlin-Mitte serviert. Esther trifft sich mit Jessica bei ihr Zuhause, wo sie Music von Take That hören und sich über die Band unterhalten. Rolli und Rita singen das Lied „Wo wohnst Du“.

### Episode 4 – „In der Stadt“
Wolfgang, Jessicas Cousin, wird gezeigt, wie er aus einem ICE aussteigt, und sich zu Jessicas Haus begibt. Er unterhält sich mit Jessica und ihrer Mutter über eine Telefonzelle, bevor er in die U-Bahn einsteigt. Thomas trifft in einem Laden einen Star Trek Fan, mit dem er anschließend weiter zieht. Wolfgang verläuft sich und fragt einen Berliner um Hilfe. Die umfangreiche Antwort überfordert ihn jedoch. Das Kurzvideo mit Rolli und Rita handelt von Rita, welche permanent mit Rolli telefoniert, und ihm widersprüchliche Weganweisungen gibt, bis er sich auf dem Dach einer Baustelle wiederfindet. Thomas und seine Freunde kaufen Essen ein, und Daniel, Miriam, Marko und Esther werden nach Wegen innerhalb Berlins gefragt. Wolfgang hat sich immer noch verlaufen und ruft Jessica erneut an, woraufhin sie sich mit ihm trifft. Rolli und Rita singen das Lied „Ist eine Post hier?“. Thomas, sein Freund, Jessica und Wolfgang werden beim Pokal-Finalspiel gezeigt.

### Episode 5 – „Essen und Trinken“
Thomas geht für seine Tante Lebensmittel einkaufen. Miriam und Jessica besuchen ein McDonald’s Restaurant. Thomas und seine Tante kaufen in einem Café Kuchen und Eiscreme. Rolli und Rita versuchen in ihrem Kurzvideo etwas zu backen, was damit endet, dass Rita den kompletten Raum mit Schlagsahne verschmutzt. Es wird ein türkischer Markt und einige türkische Restaurants gezeigt. Rolli und Rita singen das Lied „Eis, bitte“.

### Episode 6 – „Schule“
Jessica und Marko stellen ihre Schule vor und zeigen anschließend verschiedene Unterrichtsstunden. Es werden Zeitvertreibe der Schüler während der Pause gezeigt. Arno wird beim illegalen Rauchen erwischt und muss zum Direktor. Zur Strafe muss er die „Raucherecke“ der Schule säubern. Anschließend wird eine Englisch-Stunde gezeigt. Das Kurzvideo mit Rolli und Rita zeigt Rolli, wie er seine Hausaufgaben nicht macht. Rita erscheint, um ihm am Computer zu helfen, wählt aber alle falschen Antworten, woraufhin beide davon laufen. Einige Schüler beschweren sich bei Ester, der Klassensprecherin, dass sie zu viele Hausaufgaben für das Unterrichtsfach Deutsch bekommen. Esther reicht die Beschwerde an die Deutschlehrerin weiter. Jessica stellt verschiedene Arbeitsgemeinschaften nach der Schule vor. Es wird eine Montage von verschiedenen Aktivitäten gezeigt, die man nach der Schule ausüben kann. Rolli und Rita singen das Lied „Was ist dein Lieblingsfach?“.

### Episode 7 – „Freizeit“
Einige Schüler überlegen, was sie am Wochenende machen wollen. Miriam beschreibt ihr Pferd und zeigt, wie sie reitet und sich um ihr Pferd kümmert. Arno wird beim Schlafen gezeigt, während sich Daniel, Thomas und Esther in einem Musikgeschäft treffen. Jessica tanzt Ballett. Das Kurzvideo mit Rolli und Rita zeigt die beiden, wie sie in einem Musikgeschäft Chaos mit teuren Instrumenten anrichten. Ein traditionelles, türkisches Festival wird gezeigt, und die Hauptcharaktere tanzen in einer Disco. Rolli und Rita singen „Was machst du am Wochenende?“.

### Episode 8 – „Gesundheit“
Marko spiel Volleyball und verletzt sich dabei, während Esther sich warm macht und Leichtathletik betreibt. Gesunde und ungesunde Nahrung und Essgewohnheiten werden vorgestellt. Marko besucht aufgrund seiner Verletzungen einen Arzt und lässt sich untersuchen. In dem Kurzvideo mit Rolli und Rita gehen die beiden Bowling spielen, was in einer Katastrophe endet. Jessica, Marko und Esther beschreiben ihre Lieblings-Sportarten. Es wird Karate-Unterricht gezeigt, und Thomas, Daniel und Miriam beschreiben ihre Lieblings-Aktivitäten. Anschließend werden im Rollstuhl sitzende Kinder gezeigt, wie sie Basketball spielen. Rolli und Rita singen das Lied „Ich habe zehn Finger“. Die Hauptcharaktere werden zum Schluss in einem Schwimmbad gezeigt.

### Episode 9 – „Ferien und Feste“
Daniels Mutter bucht Hotelzimmer in einem Hotel, nahe der Ostsee, welches die Familie in den Ferien besuchen möchte. Ein türkisches Festival wird gezeigt, und Jessica feiert ihre Konfirmation in der Kirche. Miriam feiert ihren vierzehnten Geburtstag mit ihrer Familie, Thomas, und Jessica. Das Kurzvideo mit Rolli und Rita zeigt die beiden in den Ferien, wie sie die Anzeichen eines bevorstehenden Sturms nicht bemerken, bis sie von einem Blitz getroffen werden. Daniel wird mit seiner Familie an der Ostseeküste gezeigt, wie sie an einer Bootstour teilnehmen. Rolli und Rita singen „Wann hast du Geburtstag?“.

### Episode 10 – „Unser Berlin“
Die letzte Episode der Serie zeigt viele kulturelle Aspekte Berlins. Jessica erkundet die Geschäfte von Berlin und das Kaufhaus des Westens („KaDeWe“). Thomas erklärt die Geschichte der Kaiser-Wilhelm-Gedächtniskirche, ein Denkmal an den Zweiten Weltkrieg. Daniel isst in einem Restaurant. Esther beschreibt ihr Wohnviertel, Berlin-Kreuzberg, während sie dort befindliche Geschäfte und Restaurants besucht. Marko erzählt die Geschichte der Berliner Mauer und beschreibt die, damals neuen, Pläne für die Umgestaltung des Potsdamer Platzes. Die Charaktere verabschieden sich in einem Freizeitpark, und Rolli und Rita singen das Lied „Das ist unser Berlin“, woraufhin die Serie endet.

## Rolli und Rita
Rolli (Sprecher: Fredrick Ruth) und Rita (Sprecherin: Nina Hamm, Singstimme: Christina Fry) sind zwei computeranimierte Teenager, die in jeder Episode der Serie in einem Kurzfilm erscheinen. Zusätzlich singen sie in jeder Episode ein zum jeweiligen Episodenthema passendes Lied.
In dem Jahr 1996, in dem die Serie erschienen ist, wurden die animierten Einspieler als „neuester Stand der Technik“ gelobt. Der Produzent Baxter Hobbins Slides entwickelte ein 3D-Motion-Capture-System, mit dem die Charaktere animiert wurden. Es bestand aus Anzügen, die mit Bewegungssensoren ausgestattet waren, wodurch die Bewegungen der Schauspieler auf ein computeranimiertes 3D-Modell übertragen werden konnte. Anschließend konnte ein Echtzeit-Drahtgittermodell der Figuren erzeugt werden, woraufhin den Modellen dann das entsprechende Charakterdesign hinzugefügt wurde. Die Bewegungen der Lippe wurden erzeugt, indem der Mund echter Schauspieler vor einem Bluescreen gefilmt wurde.
Die Kurzvideos wurden später auf Französisch und Spanisch für Quinze Minutes Plus (Juju et Juliette) und Revista (Julio y Julia) synchronisiert.
Aufgrund der seinerzeit noch ziemlich unpräzisen Produktionstechnik wirken insbesondere die Tanzbewegungen der 3D-Figuren für heutige Verhältnisse schlaksig und unnatürlich, weswegen sich die in der Serie gezeigten Musikvideos während der letzten Jahre zu einem Meme entwickelten.